# Thierry Elissalde
Thierry Elissalde es un exciclista profesional francés. Nació en Bayona (País Vasco francés) el 5 de abril de 1969. Fue profesional solamente dos años: 1994 y 1995, en el equipo Euskadi, que posteriormente pasaría a llamarse Euskaltel-Euskadi.
El recién fundado equipo Euskadi ya tenía su particular política de únicamente contar con ciclistas de formación vasca. Thierry Elissalde fue el primer corredor no español que corrió para el Euskadi, debido a su condición de vasco-francés. Posteriormente corrió en el equipo el venezolano Unai Etxebarria. En 2010 otro corredor vasco-francés, Romain Sicard, Campeón del Mundo sub-23, volverá a vestir los colores de la Fundación Euskadi, retornando así a la política de los inicios de la fundación de contar con corredores de Iparralde.
Fue un destacado amateur que se impuso en pruebas importantes como el Circuito Montañés o el Trofeo Guerrita de 1993.

## Palmarés
1993 (como amateur)
- Circuito Montañés
- Trofeo Guerrita
- Vuelta a Toledo

1993 (como amateur)
- Vuelta a Lérida

## Equipos
- Euskadi (1994-1995)